# Konfokalmikroskop
Konfokalmikroskop är en typ av avancerat mikroskop som utnyttjar laserljus för att konstruera tredimensionella bilder av biologiska prov, till exempel vävnadssnitt. Konfokalmikroskop skiljer sig från vanlig ljusmikroskopi i den meningen att ljus som inte är i fokus filtreras bort, vilket gör det möjligt att ta bilder i flera optiska plan. Konfokalmikroskopi används i stor utsträckning inom cellbiologin för att studera subcellulära strukturer.